# Championnat du Nicaragua de football 2015-2016
Navigation
Saison précédente Saison suivante
La Primera División 2014-2015 est la soixante-treizième édition de la première division nicaraguayenne.
Lors de ce tournoi, le Deportivo Walter Ferreti a tenté de conserver son titre de champion du Nicaragua face aux neuf meilleurs clubs nicaraguayens.
La saison était divisée en deux tournois, l'Apertura et le Clausura, les deux vainqueurs se sont disputé le titre de champion à la fin de la saison.
Lors du premier tournoi, chacun des dix clubs participant était confronté deux fois aux neuf autres équipes. Puis les quatre meilleurs se sont affrontés lors d'une phase finale à la fin de la saison.
Lors du second tournoi, chacun des dix clubs participant était confronté deux fois aux neuf autres équipes. Puis les quatre meilleurs se sont affrontés lors d'une phase finale à la fin de la saison.
Seulement une place était qualificative pour la Ligue des champions de la CONCACAF.

## Les 10 clubs participants
| \| Managua : UCEM Juventus Deportivo Walter Ferreti Managua FC UNAN Managua Managua Deportivo Ocotal Diriangén FC Real Estelí FC Municipal Jalapa Real Madriz Chinandega FC \| Localisation des clubs engagés dans le championnat. |
| Managua : UCEM Juventus Deportivo Walter Ferreti Managua FC UNAN Managua Managua Deportivo Ocotal Diriangén FC Real Estelí FC Municipal Jalapa Real Madriz Chinandega FC                                                           |

Ce tableau présente les dix équipes qualifiées pour disputer le championnat 2015-2016. On y trouve le nom des clubs, le nom des stades dans lesquels ils évoluent ainsi que la capacité et la localisation de ces derniers.
| Club                     | Stade                                        | Capacité | Ville      |
| Chinandega FC (en)       | Stade Efraín Tijerino                        | 8 000    | Chinandega |
| Municipal Jalapa (en)    | Stade Alejandro Ramos                        | 1 000    | Jalapa     |
| Deportivo Ocotal (en)    | Stade Roy Fernandez Bermuda                  | 3 000    | Ocotal     |
| Diriangén FC             | Stade Cacique Diriangén                      | 7 500    | Diriamba   |
| Juventus Managua         | Stade Olympique de l'Indépendance de Managua | 8 000    | Managua    |
| Managua FC (en)          | Stade Olympique de l'Indépendance de Managua | 8 000    | Managua    |
| UNAN Managua (en)        | Stade Olympique de l'Indépendance de Managua | 8 000    | Managua    |
| Real Estelí FC           | Stade de l'Indépendance                      | 4 800    | Estelí     |
| Real Madriz              | Stade Augusto Cesar Mendoza                  | 3 000    | Somoto     |
| Deportivo Walter Ferreti | Stade Olympique de l'Indépendance de Managua | 8 000    | Managua    |

## Tournoi Apertura
Le tournoi Apertura se déroule de la façon suivante, en deux phases :
- La phase régulière : les dix-huit journées de championnat.
- La phase finale : les matchs aller-retour allant des demi-finales à la finale.

### Phase régulière
Lors de la phase régulière les dix équipes affrontent à deux reprises les neuf autres équipes selon un calendrier tiré aléatoirement.
Les quatre meilleures équipes sont directement qualifiées pour la seconde phase.
Le classement est établi sur le barème de points classique (victoire à 3 points, match nul à 1, défaite à 0).
Le départage final se fait selon les critères suivants :
- Le nombre de points.
- La différence de buts générale.
- Le nombre de buts marqué.

#### Classement
| Rang | Équipe                     | Pts | J  | G  | N | P  | Bp | Bc | Diff |
| ---- | -------------------------- | --- | -- | -- | - | -- | -- | -- | ---- |
| 1    | Real Estelí FC             | 44  | 18 | 14 | 2 | 2  | 48 | 9  | +39  |
| 2    | Deportivo Walter Ferreti T | 38  | 18 | 12 | 2 | 4  | 37 | 19 | +18  |
| 3    | UNAN Managua (en)          | 37  | 18 | 11 | 4 | 3  | 40 | 20 | +20  |
| 4    | Diriangén FC               | 29  | 18 | 9  | 2 | 7  | 28 | 21 | +7   |
| 5    | Juventus Managua           | 25  | 18 | 7  | 4 | 7  | 32 | 27 | +5   |
| 6    | Chinandega FC (en) P       | 21  | 18 | 5  | 6 | 7  | 18 | 27 | -9   |
| 7    | Managua FC (en)            | 18  | 18 | 4  | 6 | 8  | 32 | 38 | -6   |
| 8    | Deportivo Jalapa (en)      | 14  | 18 | 3  | 5 | 10 | 15 | 40 | -25  |
| 9    | Deportivo Ocotal (en)      | 13  | 18 | 3  | 4 | 11 | 23 | 39 | -16  |
| 10   | Real Madriz                | 12  | 18 | 3  | 3 | 12 | 23 | 56 | -33  |

| Légende : Qualifications et relégations | Légende : Qualifications et relégations          |
| --------------------------------------- | ------------------------------------------------ |
|                                         | Qualifié pour la seconde phase                   |
|                                         | T Tenant du titre P Promu de la saison 2014-2015 |

#### Matchs
| Résultats (▼dom., ►ext.)                                   | Jal | Dir | Juv | Man | Oco | Est | Mad | UMa | Wal | Chi |
| Deportivo Jalapa (en)                                      |     | 2-1 | 1-1 | 1-0 | 1-1 | 1-0 | 0-1 | 1-2 | 0-0 | 0-3 |
| Chinandega FC (en)                                         | 3-0 |     | 1-1 | 1-1 | 1-0 | 2-1 | 0-4 | 0-0 | 0-2 | 0-0 |
| Diriangén FC                                               | 2-1 | 2-0 |     | 4-2 | 2-0 | 2-0 | 2-1 | 3-2 | 3-1 | 0-1 |
| Juventus Managua                                           | 3-1 | 1-1 | 1-0 |     | 1-0 | 1-0 | 0-3 | 7-0 | 1-2 | 2-4 |
| Managua FC (en)                                            | 1-1 | 2-1 | 3-1 | 5-5 |     | 6-2 | 0-5 | 5-0 | 3-3 | 2-5 |
| Deportivo Ocotal (en)                                      | 2-2 | 1-1 | 2-1 | 1-2 | 1-1 |     | 0-3 | 4-1 | 1-3 | 4-0 |
| Real Estelí FC                                             | 4-0 | 2-0 | 2-0 | 1-1 | 4-1 | 2-0 |     | 6-0 | 0-1 | 2-1 |
| Real Madriz                                                | 5-2 | 2-3 | 0-4 | 1-4 | 1-0 | 3-3 | 2-5 |     | 2-2 | 0-2 |
| UNAN Managua (en)                                          | 9-1 | 6-0 | 1-0 | 1-0 | 1-1 | 2-1 | 0-2 | 3-1 |     | 3-2 |
| Deportivo Walter Ferreti                                   | 2-0 | 2-1 | 2-0 | 1-0 | 3-1 | 6-0 | 1-1 | 2-1 | 2-0 |     |
| - Victoire à domicile - Match nul - Victoire à l'extérieur |     |     |     |     |     |     |     |     |     |     |

### La Phase Finale
Les quatre équipes qualifiées sont réparties dans un tableau final d'après leur classement général.
En cas d'égalité sur la somme des deux matchs, c'est l'équipe ayant marqué le plus de buts à extérieur qui l'emporte puis une prolongation et une séance de tirs au but ont éventuellement lieu.

#### Tableau
|  |                          |            |                   |            |              |     |   |        |        |        |        |        |
|  | 1/2 finale               | 1/2 finale | 1/2 finale        | 1/2 finale | 1/2 finale   |     |   | Finale | Finale | Finale | Finale | Finale |
|  |                          |            |                   |            |              |     |   |        |        |        |        |        |
|  |                          |            |                   |            |              |     |   |        |        |        |        |        |
|  | Real Estelí FC           | (1)        | 0                 | 0          |              |     |   |        |        |        |        |        |
|  | Real Estelí FC           | (1)        | 0                 | 0          |              |     |   |        |        |        |        |        |
|  | Diriangén FC             | (4)        | 0                 | 1          |              |     |   |        |        |        |        |        |
|  | Diriangén FC             | (4)        | 0                 | 1          | Diriangén FC | (4) | 0 | 1      |        |        |        |        |
|  |                          |            |                   |            |              | (4) | 0 | 1      |        |        |        |        |
|  |                          |            | UNAN Managua (en) | (3)        | 1            | 2   |   |        |        |        |        |        |
|  | Deportivo Walter Ferreti | (2)        | UNAN Managua (en) | (3)        | 1            | 2   | 0 | 3      |        |        |        |        |
|  | Deportivo Walter Ferreti | (2)        |                   |            |              |     | 0 | 3      |        |        |        |        |
|  | UNAN Managua (en)        | (3)        | 1                 | 3          |              |     |   |        |        |        |        |        |
|  | UNAN Managua (en)        | (3)        | 1                 | 3          |              |     |   |        |        |        |        |        |

#### Demi-finales
| Club                     | Aller | Retour | Club              | Commentaire |
| Real Estelí FC           | 0-0   | 0-1    | Diriangén FC      |             |
| Deportivo Walter Ferreti | 0-1   | 3-3    | UNAN Managua (en) |             |

#### Finale
| Match aller     | Diriangén FC | 0:1 | UNAN Managua (en) | Stade Cacique Diriangén      |                              |
| 6 décembre 2015 |              |     | Buteur inconnu    | Arbitrage : Franklin Jarquin | Arbitrage : Franklin Jarquin |

| Match retour     | UNAN Managua (en) | 2:1 | Diriangén FC   | Stade olympique de l'Indépendance de Managua |                           |
| 20 décembre 2015 | Buteurs inconnus  |     | Buteur inconnu | Arbitrage : William Reyes                    | Arbitrage : William Reyes |

## Tournoi Clausura
Le tournoi Clausura se déroule de la même façon que les tournois saisonniers précédents, en deux phases :
- La phase régulière : les dix-huit journées de championnat.
- La phase finale : les matchs aller-retour allant des demi-finales à la finale.

### Phase régulière
Lors de la phase régulière les dix équipes affrontent à deux reprises les neuf autres équipes selon un calendrier tiré aléatoirement.
Les quatre meilleures équipes sont directement qualifiées pour la seconde phase.
Le classement est établi sur le barème de points classique (victoire à 3 points, match nul à 1, défaite à 0).
Le départage final se fait selon les critères suivants :
- Le nombre de points.
- La différence de buts générale.
- Le nombre de buts marqué.

#### Classement
| Rang | Équipe                     | Pts | J  | G  | N  | P  | Bp | Bc | Diff |
| ---- | -------------------------- | --- | -- | -- | -- | -- | -- | -- | ---- |
| 1    | Real Estelí FC             | 43  | 18 | 13 | 4  | 1  | 43 | 9  | +34  |
| 2    | Deportivo Walter Ferreti T | 29  | 18 | 7  | 8  | 3  | 27 | 16 | +11  |
| 3    | UNAN Managua (en)          | 27  | 18 | 7  | 6  | 5  | 24 | 21 | +3   |
| 4    | Diriangén FC               | 25  | 18 | 7  | 4  | 7  | 20 | 19 | +1   |
| 5    | Real Madriz                | 24  | 18 | 7  | 3  | 8  | 25 | 27 | -2   |
| 6    | Managua FC (en)            | 23  | 18 | 6  | 5  | 7  | 21 | 23 | -2   |
| 7    | Deportivo Jalapa (en)      | 21  | 18 | 6  | 3  | 9  | 20 | 27 | -7   |
| 8    | Deportivo Ocotal (en)      | 20  | 18 | 5  | 5  | 8  | 21 | 32 | -11  |
| 9    | Chinandega FC (en) P       | 19  | 18 | 3  | 10 | 5  | 19 | 22 | -3   |
| 10   | Juventus Managua           | 12  | 18 | 2  | 6  | 10 | 16 | 40 | -24  |

| Légende : Qualifications et relégations | Légende : Qualifications et relégations          |
| --------------------------------------- | ------------------------------------------------ |
|                                         | Qualifié pour la seconde phase                   |
|                                         | T Tenant du titre P Promu de la saison 2014-2015 |

#### Matchs
| Résultats (▼dom., ►ext.)                                   | Jal | Dir | Juv | Man | Oco | Est | Mad | UMa | Wal | Chi |
| Deportivo Jalapa (en)                                      |     | 3-1 | 0-0 | 1-0 | 2-0 | 0-1 | 1-5 | 2-1 | 0-1 | 3-2 |
| Chinandega FC (en)                                         | 0-0 |     | 1-1 | 3-1 | 1-1 | 1-1 | 0-0 | 3-1 | 1-1 | 1-1 |
| Diriangén FC                                               | 2-1 | 1-0 |     | 1-1 | 0-2 | 2-0 | 3-2 | 1-2 | 0-1 | 0-1 |
| Juventus Managua                                           | 3-3 | 1-1 | 0-2 |     | 2-2 | 2-0 | 0-5 | 1-0 | 0-2 | 1-3 |
| Managua FC (en)                                            | 1-0 | 0-1 | 1-3 | 4-1 |     | 2-2 | 0-2 | 2-1 | 2-2 | 0-1 |
| Deportivo Ocotal (en)                                      | 2-1 | 4-2 | 1-2 | 4-0 | 0-1 |     | 0-5 | 2-3 | 0-0 | 1-0 |
| Real Estelí FC                                             | 3-0 | 0-0 | 1-0 | 3-1 | 0-0 | 4-0 |     | 1-0 | 2-0 | 1-1 |
| Real Madriz                                                | 2-1 | 2-0 | 1-0 | 0-0 | 1-2 | 4-0 | 2-5 |     | 2-1 | 1-1 |
| UNAN Managua (en)                                          | 1-2 | 2-1 | 3-1 | 5-1 | 2-1 | 1-1 | 1-3 | 1-1 |     | 0-0 |
| Deportivo Walter Ferreti                                   | 2-0 | 2-2 | 1-1 | 1-1 | 2-0 | 2-2 | 0-1 | 4-1 | 3-0 |     |
| - Victoire à domicile - Match nul - Victoire à l'extérieur |     |     |     |     |     |     |     |     |     |     |

### La Phase Finale
Les quatre équipes qualifiées sont réparties dans un tableau final d'après leur classement général.
En cas d'égalité sur la somme des deux matchs, c'est l'équipe ayant marqué le plus de buts à extérieur qui l'emporte puis une prolongation et une séance de tirs au but ont éventuellement lieu.

#### Tableau
|  |                          |            |                          |            |                |     |   |        |        |        |        |        |
|  | 1/2 finale               | 1/2 finale | 1/2 finale               | 1/2 finale | 1/2 finale     |     |   | Finale | Finale | Finale | Finale | Finale |
|  |                          |            |                          |            |                |     |   |        |        |        |        |        |
|  |                          |            |                          |            |                |     |   |        |        |        |        |        |
|  | Real Estelí FC           | (1)        | 2                        | 6          |                |     |   |        |        |        |        |        |
|  | Real Estelí FC           | (1)        | 2                        | 6          |                |     |   |        |        |        |        |        |
|  | Diriangén FC             | (4)        | 1                        | 1          |                |     |   |        |        |        |        |        |
|  | Diriangén FC             | (4)        | 1                        | 1          | Real Estelí FC | (1) | 0 | 1      |        |        |        |        |
|  |                          |            |                          |            |                | (1) | 0 | 1      |        |        |        |        |
|  |                          |            | Deportivo Walter Ferreti | (2)        | 0              | 0   |   |        |        |        |        |        |
|  | Deportivo Walter Ferreti | (2)        | Deportivo Walter Ferreti | (2)        | 0              | 0   | 2 | 0      |        |        |        |        |
|  | Deportivo Walter Ferreti | (2)        |                          |            |                |     | 2 | 0      |        |        |        |        |
|  | UNAN Managua (en)        | (3)        | 0                        | 1          |                |     |   |        |        |        |        |        |
|  | UNAN Managua (en)        | (3)        | 0                        | 1          |                |     |   |        |        |        |        |        |

#### Demi-finales
| Club                     | Aller | Retour | Club              | Commentaire |
| Real Estelí FC           | 2-1   | 6-1    | Diriangén FC      |             |
| Deportivo Walter Ferreti | 2-0   | 0-1    | UNAN Managua (en) |             |

#### Finale
| Match aller | Deportivo Walter Ferreti | 0:0   | Real Estelí FC | Stade olympique de l'Indépendance de Managua |                         |
| 14 mai 2016 |                          | (0:0) |                | Arbitrage : Jorge Ojeda                      | Arbitrage : Jorge Ojeda |

| Match retour | Real Estelí FC      | 1:0   | Deportivo Walter Ferreti | Stade de l'Indépendance  |                          |
| 21 mai 2016  | Carlos Chavarría 9e | (1:0) |                          | Arbitrage : Oscar Davila | Arbitrage : Oscar Davila |

## Classement cumulatif
| Rang | Équipe                   | Pts | J  | G  | N  | P  | Bp | Bc | Diff |
| ---- | ------------------------ | --- | -- | -- | -- | -- | -- | -- | ---- |
| 1    | Real Estelí FC C         | 87  | 36 | 27 | 6  | 3  | 91 | 18 | +73  |
| 2    | Deportivo Walter Ferreti | 67  | 36 | 19 | 10 | 7  | 64 | 35 | +29  |
| 3    | UNAN Managua (en) C      | 64  | 36 | 18 | 10 | 8  | 64 | 41 | +23  |
| 4    | Diriangén FC             | 54  | 36 | 16 | 6  | 14 | 48 | 40 | +8   |
| 5    | Managua FC (en)          | 41  | 36 | 10 | 11 | 15 | 53 | 61 | -8   |
| 6    | Chinandega FC (en) P     | 40  | 36 | 8  | 16 | 12 | 37 | 49 | -12  |
| 7    | Juventus Managua         | 37  | 36 | 9  | 10 | 17 | 48 | 67 | -19  |
| 8    | Real Madriz              | 36  | 36 | 10 | 6  | 20 | 48 | 83 | -35  |
| 9    | Deportivo Jalapa (en)    | 35  | 36 | 9  | 8  | 19 | 35 | 67 | -32  |
| 10   | Deportivo Ocotal (en)    | 33  | 36 | 8  | 9  | 19 | 44 | 71 | -27  |

| Légende : Qualifications et relégations | Légende : Qualifications et relégations                                      |
| --------------------------------------- | ---------------------------------------------------------------------------- |
|                                         | Ligue des champions de la CONCACAF 2016-2017 (Phase de groupes)              |
|                                         | Qualifié pour le barrage de relégation en Segunda División                   |
|                                         | Relégué en Segunda División                                                  |
|                                         | C Vainqueur d'un des deux tournois de l'année P Promu de la saison 2014-2015 |

## Barrage de relégation
| Club                  | Aller | Retour | Club             | Commentaire |
| Deportivo Jalapa (en) | 1-2   | 2-2    | Deportivo Sebaco |             |

## Finale du championnat
| Match aller | Real Estelí FC                  | 2:0 | UNAN Managua (en) | Stade de l'Indépendance |  |
| 29 mai 2016 | Buteur inconnu · Buteur inconnu |     |                   |                         |  |

| Match retour | UNAN Managua (en) | 1:1 | Real Estelí FC | Stade olympique de l'Indépendance de Managua |  |
| 4 juin 2016  | Buteur inconnu    |     | Buteur inconnu |                                              |  |

## Bilan du tournoi
| Championnat du Nicaragua de football 2015-2016   |                            |
| Champion                                         | Real Estelí FC (13e titre) |
| Dauphin                                          | UNAN Managua (en)          |
| Qualifications continentales                     |                            |
| Ligue des champions 2016-2017 (Phase de groupes) | Real Estelí FC             |
| Promotions et relégations                        |                            |
| Promus en Primera División                       | Nandasmo FC                |
| Promus en Primera División                       | Deportivo Sebaco           |
| Relégués en Segunda División                     | Deportivo Ocotal (en)      |
| Relégués en Segunda División                     | Deportivo Jalapa (en)      |

## Statistiques

### Buteurs
| Rang | Nom | Équipe | Buts |
| 1    |     |        | -    |
| 2    |     |        | -    |
| 3    |     |        | -    |